# پروژه ۱۰۰٬۰۰۰

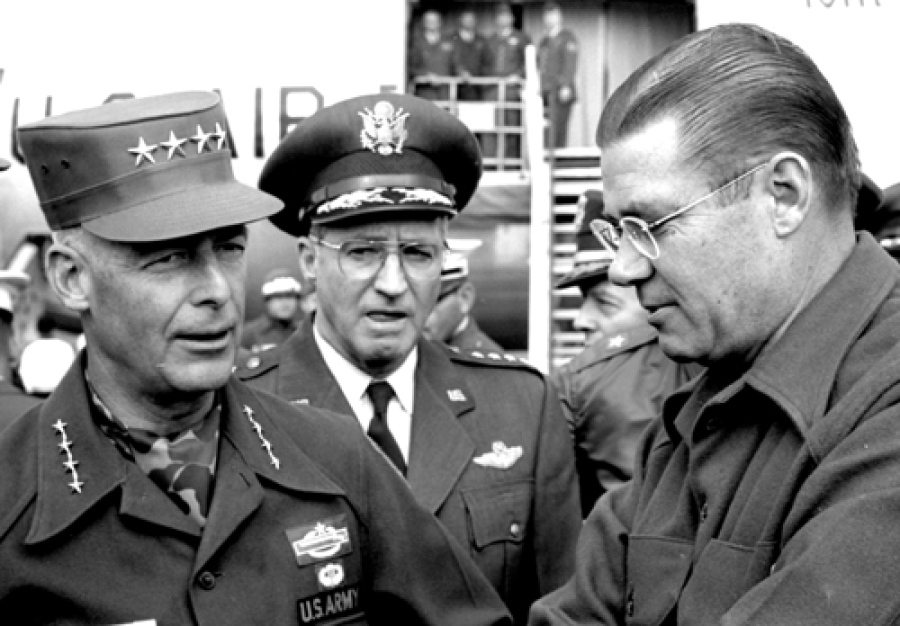
وزیر (وقت) دفاع ایالات متحده رابرت مک‌نامارا، در جریان بازدید از پایگاه هوایی راین‌ماین در فرانکفورت آلمان، که مورد استقبال ژنرال پل فریمن جونیور قرار گرفت. - ۱۹۶۲

پروژه ۱۰۰٬۰۰۰ (انگلیسی: Project 100,000) یا ۱۰۰٬۰۰۰ مک‌نامارا (به انگلیسی: McNamara's 100,000) (که با عناوین احمق‌های مک‌نامارا یا حماقت مک‌نامارا هم شناخته می‌شود) برنامه‌ای جنجالی در دههٔ ۱۹۶۰ در وزارت دفاع ایالات متحده آمریکا بود که هدف آن به خدمت درآوردن سربازانی بود که پیشتر به خاطر عدم برخورداری از حداقل‌های ذهنی یا جسمی لازم از خدمت معاف شده بودند. این پروژه به ابتکار وزیر دفاع ایالات متحده آمریکا رابرت مک‌نامارا در اکتبر ۱۹۶۶ آغاز شد تا به نیازهای نفری روزافزون دخالت آمریکا در جنگ ویتنام پاسخ دهد.
اشخاصی که از طریق این برنامه به خدمت ارتش آمریکا درمی‌آمدند سه برابر بیشتر از اشخاص دیگر در خطر کشته شدن قرار داشتند و پس از پایان زمان خدماتشان وضع اقتصادی بدتری داشتند و نرخ ازدواج‌های موفق برایشان پایینتر بود. به این برنامه در دسامبر ۱۹۷۱ پایان داده شد. پروژه ۱۰۰٬۰۰۰ محل جنجال‌های متعدد (به‌ویژه در زمان کمبود نفرات در طول جنگ عراق) بوده است.
بر اساس گزارش‌های منتشرشده توسط مؤسسه رند، بیش از ۳۵۰٬۰۰۰ نفر از طریق پروژه ۱۰۰٬۰۰۰ به ارتش ایالات متحده پیوستند. بسیاری از این سربازان به دلیل عدم آموزش کافی و مهارت‌های پایین، در میدان جنگ عملکرد ضعیفی داشتند و اغلب در موقعیت‌های خطرناک و غیرضروری قرار می‌گرفتند، که منجر به افزایش تلفات در میان آن‌ها می‌شد.